# 36-я танковая дивизия (СССР)
36-я танковая дивизия — воинское соединение Вооружённых Сил СССР в Великой Отечественной войне. Период боевых действий: с 22 июня 1941 года по 1 августа 1941 года.

## История дивизии
Дивизия формировалась с марта 1941 года в районе Несвижа на базе 16-й легкотанковой бригады в составе 17-го механизированного корпуса. На 22 июня 1941 года дислоцировалась в Несвиже, за исключением гаубичного и мотострелкового полков, зенитного дивизиона и автотранспортного батальона, которые дислоцировались в близлежащих местечках.
В составе действующей армии с 22 июня по 1 августа 1941 года. К началу войны дивизия не была сформирована, материальной части почти не имела, располагая 11 учебными танками (Т-37/38/40) и некоторым количеством бронемашин. Боеприпасов, горюче-смазочных материалов, средств транспорта также недоставало.  Так, по отчёту 71-го танкового полка, на 21 июня 1941 года в нём было 33 % от штатного комплекта бензозаправщиков, 50 % автоцистерн, 40 % водомаслозаправщиков, имелось 1,4 тонна бензина (около 5% нормы), дизтоплива 0,9 тонны (0,8% нормы), смазочное масло отсутствовало.
О действиях дивизии известно очень мало. По-видимому дивизия силами личного состава, имеющего личное оружие, вела 25-26 июня бои за Барановичи, затем отступала на восток, задержав на некоторое время наступление противника у Столбцов. Часть личного состава, избежав окружения, разрозненными группами вышла в июле 1941 года в Смоленской области.
1 августа 1941 года дивизия исключена из списков действующей армии.

## Подчинение
| Дата                 | Фронт (округ)  | Армия | Корпус (группа)              | Примечания |
| -------------------- | -------------- | ----- | ---------------------------- | ---------- |
| 22 июня 1941 года    | Западный фронт | -     | 17-й механизированный корпус | -          |
| 01 июля 1941 года    | Западный фронт | -     | 17-й механизированный корпус | -          |
| 10 июля 1941 года    | Западный фронт | -     | 17-й механизированный корпус | -          |
| 01 августа 1941 года | Западный фронт | -     | 17-й механизированный корпус | -          |

## Состав
- 71-й танковый полк (майор Шупилюк, Пётр Владимирович)
- 72-й танковый полк
- 36-й мотострелковый полк
- 36-й гаубичный артиллерийский полк
- 36-й разведывательный батальон
- 36-й отдельный зенитно-артиллерийский дивизион
- 36-й отдельный батальон связи
- 36-й автотранспортный батальон
- 36-й ремонтно-восстановительный батальон
- 36-й понтонный батальон
- 36-й медико-санитарный батальон
- 36-я рота регулирования
- 36-й полевой автохлебозавод
- 343-я полевая почтовая станция
- 315-я полевая касса Госбанка

## Командиры
- Мирошников Сергей Захарович, полковник [3] (пропал без вести в июне 1941)